# Lincoln DeWitt
Lincoln DeWitt (Siracusa, 24 de abril de 1967) es un deportista estadounidense que compitió en skeleton.
Ganó una medalla de bronce en el Campeonato Mundial de Skeleton de 2001. Participó en los Juegos Olímpicos de Salt Lake City 2002, ocupando el quinto lugar en la prueba masculina.

## Palmarés internacional
| Campeonato Mundial | Campeonato Mundial | Campeonato Mundial | Campeonato Mundial |
| Año                | Lugar              | Medalla            | Prueba             |
| ------------------ | ------------------ | ------------------ | ------------------ |
| 2001               | Calgary (Canadá)   | Medalla de bronce  | Individual         |